# Ай-Мицу
Ай-Мицу (яп. 靉光, наст. имя Нитиро Исимура (яп. 石村 日郎 Исимура Нитиро:); 24 июня 1907, Хиросима — 19 января 1946, Шанхай) — японский художник.

## Биография
1907 — родился в Мибу-тё, уезд Ямагата префектуры Хиросима. 1922 — начал работать в компании «Ибуки дизайн» (Осака). 1923 — учёба в школе Тэнсай в Осаке; начал использовать имя Мицуро Айкава. 1924 — переехал в Токио, посещал институт Тайхэй Ёгакай. 1926 — Первый приз на 13-й выставке Ника-тэн (участвовал под именем Ай-Мицу). 1927 — вместе с Масао Цуруокой и другими художниками основал общество Кёгенкай
1938 — Первая премия за пейзажную живопись (Пейзаж с глазами) на 8-м конкурсе Докурицубидзюцу-кёкай (Независимой ассоциации художников). 1939 — сооснователь Бидзюцу-кёкай (Художественно-культурной ассоциации). 1940 — совместно с Сюнсукэ Мацумото, Сабуро Асо, Масао Цуруокой и другими создал Синдзингакай (Новую ассоциацию художников). 1944 — в конце Второй мировой войны тяжело заболел в Ухане. 1946 — умер в Шанхае вследствие болезни. В 2007 году Национальный музей современного искусства в Токио посвятил ему мемориальную выставку.

## Выставки (избранные)
- 1923 — 13-я Ника-тэн, Токио
- 1932 — Нова, Токио
- 1933 — Независимая ассоциация художников, Токио
- 1938 — выставка газеты «Хюгоку», Хиросима
- 1940 — Художественно-культурная ассоциация, Токио
- 1943 — отель Ямато, Далянь
- 1967 — Аи-Мицу и Секине Содзи, Камакура, Музей современного искусства префектуры Канагава
- 1971 — Райсан Йо, Кундзо Минами и Ай-Мицу, Хиросима, Музей искусств префектуры Хиросима
- 1979 — Большая галерея Одакю, Токио
- 1986 — Япония авангарда 1910—1970, Париж, Центр Жоржа Помпиду
- 1994 — Музей современного искусства префектуры Токусима.

## Галерея
- Работы Ай-Мицу